# Afterglow (canción de Genesis)
Afterglow (En castellano: Resplandor Crepuscular) es la canción de cierre del álbum Wind & Wuthering de Genesis de 1976.
La canción fue compuesta por Tony Banks en su totalidad, quien la describe como una pieza "espontánea" que fue escrita en la misma cantidad de tiempo que demanda tocarla.
Posiblemente la canción más conocida de Wind & Wuthering, "Afterglow" se convirtió en uno de sus temas principales en las giras durante 10 años, desde la gira de Wind & Wuthering en 1977 hasta la gira de Invisible Touch en 1986/7.
También fue tocada durante su gira de reunión Turn It On Again en 2007, como parte de un potpurrí que también incluye "In The Cage", "The Cinema Show", y "Duke's Travel".
Se utiliza una pedalera para crear el sonido de un abejón, sobre el cual está estructurada la mayor parte de la canción. Las versiones en vivo de la canción aparecen en los álbumes Seconds Out, Three Sides Live y Live Over Europe 2007. La versión en vivo normalmente contiene una parte musical, con la forma de un riff de batería distintivo, de la canción de Frank Zappa "Trouble Every Day", una canción que Chester Thompson (quien toca en vivo durante las giras de Genesis) aprendió cuando fue miembro de la banda de Frank Zappa (1973-1974).

## Formación
- Phil Collins: Voz, batería
- Steve Hackett: Guitarra eléctrica
- Mike Rutherford: Bajo, pedalera
- Tony Banks: Órgano Hammond

- Datos: Q8191209
- Multimedia: Afterglow (song) / Q8191209